# Wendwilsonit
Wendwilsonit ist ein sehr selten vorkommendes Mineral aus der Mineralklasse der „Phosphate, Arsenate und Vanadate“. Es kristallisiert im monoklinen Kristallsystem mit der idealisierten chemischen Zusammensetzung Ca2Mg[AsO4]2·2H2O und ist damit chemisch gesehen ein wasserhaltiges Calcium-Magnesium-Arsenat.
Wendwilsonit ist das Magnesium-Analogon zu Roselith (Ca2Co[AsO4]2·2H2O) und bildet mit diesem eine lückenlose Mischkristallreihe. In natürlich gewachsenen Wendwilsonitkristallen ist daher meist ein geringer Anteil Magnesium durch Cobalt vertreten (Substitution, Diadochie), was in der Formel mit in runden Klammern gesetzten Elementsymbolen ausgedrückt wird: Ca2(Mg,Co)[AsO4]2·2H2O.
Das Mineral entwickelt meist prismatische, nach der a-Achse gestreckte Kristalle bis etwa sechs Millimetern Länge mit glasähnlichem Glanz auf den Oberflächen. Die Farbe der durchsichtigen bis durchscheinenden Kristalle schwankt je nach Höhe der Cobaltbeimengung zwischen Hell- und Dunkelrosa bis Rosenrot und wird umso dunkler, je mehr Magnesium durch Cobalt ersetzt ist.

## Etymologie und Geschichte
Erstmals entdeckt wurde Wendwilsonit im Bergbaubezirk Bou-Azzer etwa 30 Kilometer östlich von Taznakht in der Provinz Ouarzazate (Region Souss-Massa-Draâ) in Marokko sowie in der Sterling Mine bei Sterling Hill etwa einen Kilometer westlich von Ogdensburg im US-Bundesstaat New Jersey.
Beschrieben wurde das Mineral erstmals 1987 durch Pete J. Dunn, Bozidar Darko Sturman und Joseph A. Nelen, die es nach dem Autor und Herausgeber des „Mineralogical Record“ Wendell E. Wilson benannten, um dessen Beiträge zur Mineralogie zu ehren.
Typmaterial des Minerals wird im Royal Ontario Museum in Toronto, Kanada (Katalog-Nr. M42119) und im National Museum of Natural History in Washington, D.C., USA (Katalog-Nr. 136288) aufbewahrt.

## Klassifikation
In der veralteten 8. Auflage der Mineralsystematik nach Strunz war der Wendwilsonit noch nicht aufgeführt.
In der zuletzt 2018 überarbeiteten Lapis-Systematik nach Stefan Weiß, die formal auf der alten Systematik von Karl Hugo Strunz in der 8. Auflage basiert, erhielt das Mineral die System- und Mineralnummer VII/C.17-090. Dies entspricht der Klasse der „Phosphate, Arsenate und Vanadate“ und dort der Abteilung „Wasserhaltige Phosphate, ohne fremde Anionen“, wo Wendwilsonit zusammen mit Anorthoroselith, Brandtit, Cassidyit, Collinsit, Fairfieldit, Gaitit, Hillit, Messelit, Nickeltalmessit, Parabrandtit, Roselith, Rruffit, Talmessit und Zinkroselith die „Fairfieldit-Roselith-Reihe“ mit der Systemnummer VII/C.17 bildet.
Die von der International Mineralogical Association (IMA) zuletzt 2009 aktualisierte 9. Auflage der Strunz’schen Mineralsystematik ordnet den Wendwilsonit in die Klasse der „Phosphate, Arsenate und Vanadate“ und dort in die Abteilung „Phosphate usw. ohne zusätzliche Anionen; mit H2O“ ein. Hier ist das Mineral in der Unterabteilung „Mit großen und mittelgroßen Kationen; RO4 : H2O = 1 : 1“ zu finden, wo es zusammen mit Brandtit, Roselith und Zinkroselith die „Roselithgruppe“ mit der Systemnummer 8.CG.10 bildet.
In der vorwiegend im englischen Sprachraum gebräuchlichen Systematik der Minerale nach Dana hat Wendwilsonit die System- und Mineralnummer 40.02.03.04. Das entspricht der Klasse der „Phosphate, Arsenate und Vanadate“ und dort der Abteilung „Wasserhaltige Phosphate etc.“. Hier findet er sich innerhalb der Unterabteilung „Wasserhaltige Phosphate etc., mit A2+(B2+)2(XO4) × x(H2O)“ in der „Roselith-Untergruppe (Monoklin: P21/c)“, in der auch Roselith, Brandtit, Zinkroselith und Manganlotharmeyerit eingeordnet sind.

## Kristallstruktur
Wendwilsonit kristallisiert monoklin in der Raumgruppe P21/c (Raumgruppen-Nr. 14) mit den Gitterparametern a = 5,81 Å; b = 12,91 Å; c = 5,62 Å und β = 107,4° sowie zwei Formeleinheiten pro Elementarzelle.

## Bildung und Fundorte

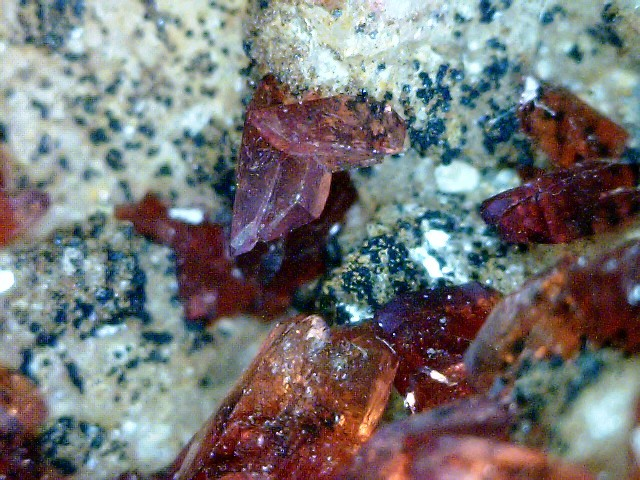
Wendwilsonit aus der Aghbar Mine, Aghbar, Bou Azer, Marokko (Sichtfeld 4 mm)

Wendwilsonit bildet sich als Sekundärmineral in cobalthaltigen hydrothermalen Mineral-Lagerstätten.
Neben seiner marokkanischen Typlokalität Bou Azer (Gruben- und Tagebau Aghbar, Gang Nr. 2) wo das Mineral in Paragenese mit Talmessit und Erythrin auftrat, und seiner US-amerikanischen Typlokalität Sterling Mine, fand man das Mineral bisher nur noch in der Cobalt-Eisen-Lagerstätte Dashkasan im Rayon Daşkəsən von Aserbaidschan, der Mina Torrecillas im Bezirk Salar Grande in der chilenischen Provinz El Tamarugal (ehemals Provinz Iquique, Región de Tarapacá) sowie an der Hartkoppe (Steinbruch Fuchs) im unterfränkischen Landkreis Aschaffenburg und bei Schneeberg im sächsischen Erzgebirge in Deutschland.